# Thomas Jefferson (îles Caïmans)
Pour les articles homonymes, voir Thomas Jefferson (homonymie).
Thomas Jefferson, né le 13 avril 1941 sur Grand Cayman et mort le 29 octobre 2006 au même endroit, est un homme politique chef du gouvernement des îles Caïmans entre novembre 1992 et 1994.

## Biographie
Thomas Jefferson est né à West Bay (Grand Cayman) le 13 avril 1941. Son père est un homme d'affaires catholique. Après ses études aux États-Unis, à l'université Vanderbilt puis à l'université du Sud de la Floride, il sert pendant vingt et un ans dans l'administration des Îles Caïmans. De 1982 à 1992, il devient Secrétaire aux Finances et de 1986 à 1992, il sert aussi comme chef de l'administration et supplée en de multiples occasions au gouverneur des îles Caïmans. 
En 1992, il est élu comme indépendant à l'Assemblée législative des îles Caïmans pour la circonscription de West Bay. Il est alors désigné comme Leader of Government Business, poste qu'il occupe pendant deux ans. Il est en même temps titulaire du portefeuille du Tourisme, qu'il conserve jusqu'en 2000, à ce poste il se signale pour avoir interdit à un paquebot transportant des passagers homosexuels d'accoster dans son pays. 
Il décède le 29 octobre 2006 à Miami.